# 속초 신흥사 부도군
속초 신흥사 부도군(束草 神興寺 浮屠群)은 대한민국 강원특별자치도 속초시 설악동, 신흥사에 있는 부도군이다. 1991년 2월 25일 강원특별자치도의 유형문화재 제115호로 지정되었다.

## 개요
설악산소공원 동쪽 기슭에 있는 이 부도군은 조선 인조 22년(1644)에 신흥사가 중건된 이후 역대 고승들의 부도를 단일 장소에 조성한 전형적인 부도군으로, 19개의 부도가 있다.
대원당탑(大圓堂塔) 등 3개가 원당 모양의 부도이며, 성곡당탑(聖谷堂塔) 등 16개가 석종 모양인데, 주인을 알 수 있는 것이 12개이다.

## 비석
부도와 함께 신흥사의 유래를 알 수 있는 신흥사사적비(神興寺事蹟碑)를 비롯하여 강세황(姜世晃)이 쓴 용암당대선사비(龍巖堂大禪師碑) 등 6개의 비석이 있는데, 1764년부터 1827년 사이에 세워진 것이다.
| 번호 | 그림 | 명칭                   | 년도 | 규격                                    | 비고 |
| ---- | ---- | ---------------------- | ---- | --------------------------------------- | ---- |
| 1    |      | 대원당대선사탑비       | 1792 | 전체높이275/비신높이188/너비71.5/두께31 |      |
| 2    |      | 벽파당대선사탑비       | 1828 | 전체높이235/비신높이138/너비63/두께21.5 |      |
| 3    |      | 비구니김수영공적기념비 | 1933 | 전체높이186/비신높이124/너비53/두께22.5 |      |
| 4    |      | 설악산 신흥사사적비    | 1764 | 전체높이291/비신높이216/너비80/두께32   |      |
| 5    |      | 용선당대선사탑비       | 1933 | 전체높이164/비신높이104/너비45/두께18   |      |
| 6    |      | 용암당대선사탑비       | 1789 | 전체높이403/비신높이176/너비71/두께32   |      |

## 같이 보기
- 신흥사

## 참고 자료
- 속초신흥사부도군 - 국가유산청 국가유산포털